# Alchemilla hirsutiflora
Alchemilla hirsutiflora é uma espécie de rosácea do gênero Alchemilla, pertencente à família Rosaceae.